# Ненад Вулевић
Ненад Вулевић (Пећ, 1977) српски је позоришни, филмски, радио и ТВ глумац.

## Биографија
Рођен 3. јуна 1977. године у Пећи. Дипломирао глуму на Факултету уметности у Приштини у класи Божидара Димитријевића. Стални је члан глумачког ансамбла Књажевско-српског театра у Крагујевцу од 2002. године.
Добитник је колективне Годишње награде Књажевско-српског театра као члан ансамбла представе Бајка о мртвој царевој кћери 2011. године и колективне Годишње награде Књажевско-српског театра као члан ансамбла представе Четири брата 2019. године.
Учествовао у поемама Уста светилишта Б. Хорвата, Они су ушли у дом наш Ј. Зивлака, Изрешетане душе В. Андоновског и Црни дан Д. Радовића (2021) на Великом школском часу у Шумарицама.
Играо је у представама Позоришта за децу у Крагујевцу (Храбри оловни војник Тодора Валова, Шехерезада Џона Мердока и друге).
Гостовао је у Краљевачком позоришту у представи Ружно паче Дејана Алексића 2018. године.
Остварио улоге у играном филму Енклава и у ТВ серијама Село гори, а баба се чешља и Породица
Од 2012. године води Школу глуме у оквиру Дечијег културног и развојног центра „Супер мама“ у Крагујевцу. Учествовао је у драмским емисијама Радија Златоусти у Крагујевцу.

## Улоге
У Књажевско-српском театру остварила следеће улоге:
- Мукташ (М. Настасијевић, Код Вечите славине),
- Приповедач (К. Стојановић, Ми-Ши-Ко и Ми-Ши-Сан),
- Смиљан Стефановић (Д. Ковачевић, Доктор шустер),
- Лудовико Марсили (Б. Брехт, Галилејев живот),
- Цајац интелектуалац (М. Ојданић, Живот је све што те снађе),
- Максим (Ж. Фејдо, Хотел „Слободан промет“),
- Момак из кола II (М. Јеремић, Милош Велики),
- Бенволио (В. Шекспир, Ромео и Јулија),
- Дека (Л. Андрејев/А. Червински/С. Бекет, Реквијем),
- Максим (Н. Кољада, Бајка о мртвој царевој кћери),
- Ханс Кристијан Андерсен (Ђ. Милосављевић, Контумац или Берман и Јелена),
- Пучинела и Неваљалац 2 (К. Колоди, Пинокио),
- Црни (П. Михајловић, Писати скалпелом),
- Петар Трифић (Р. Дорић, Чудо по Јоакиму),
- Трифун Исаковић (М. Црњански, Сеобе),
- Минстетер (М. Флајсер, Пионири у Инглоштату),
- Други Борчанин, Никола Дани, Други хајдук (Ђ. Милосављевић, Ђаво и мала госпођа),
- Пера Каленић (Б. Нушић, Госпођа министарка),
- Ансамбл (Н. Брадић, Ноћ у кафани Титаник),
- Полицајац (Р. Бин, Један човек, двојица газда),
- Учесник аудиције 2 (С. Синклер и Е. Мекартен, До голе коже),
- Марко Поповић Поп (Р. Васић, Хладњача за сладолед),
- Бели (Л. Пирандело, Човек, звер и врлина),
- Линк Дис (Х. Ли, Убити птицу ругалицу),
- Официр (Г. Марковић, Зелени зраци),
- Демонстрант (Н. Брадић, Принцип суперстар – Месечари),
- Стриц Ниџо (Б. Ћопић, Башта сљезове боје),
- ***** (П. Трајковић, Три прасета),
- Луј ‘Мали’, Марсел Сердан, Полицајац, Колпортер 2, Болничар (Н. Илић, Врапчић, копродукција са Пулс театром из Лазаревца),
- Радослав (Р. Тишма, Четири брата),
- Радоје (Н. Савић, Опет плаче, ал сад од среће),
- Младић (син/брат/унук) (П. Михајловић, Двеста),
- Блинерт (Ј. Вујић, Негри),
- Незнани јунак (В. Стојановић, Воћни дан),
- Сергеј Михајлович Вороњин, Борислав Пекић (Б. Пекић, Генерали или сродство по оружју),
- Иван Кузмич Шпекин (Н. В. Гогољ, Ревизор),
- Атила пл. Ругвај / Српски официр (М. Крлежа, На рубу памети).